# Carlotta di Meclemburgo-Strelitz (regina consorte)
Carlotta di Meclemburgo-Strelitz (Mirow, 19 maggio 1744 – Kew Palace, 17 novembre 1818) è stata una regina britannica.
Nel 1761 sposò il re Giorgio III del Regno Unito, divenendo regina consorte di Gran Bretagna e Irlanda ed elettrice (poi regina) di Hannover. Carlotta è tuttora la seconda consorte che è rimasta in carica più a lungo, preceduta solamente dal principe Filippo: fu regina consorte dal giorno del matrimonio, l'8 settembre 1761, fino alla sua morte, il 17 novembre 1818, per un totale di 57 anni e 70 giorni.
La regina fu una patrona delle arti e conobbe, tra gli altri, Johann Christian Bach e Wolfgang Amadeus Mozart. Aveva inoltre la passione per la botanica e contribuì alla fondazione dei giardini reali di Kew. Giorgio III e la regina Carlotta ebbero quindici figli, tredici dei quali raggiunsero l'età adulta.

## Biografia

### Infanzia
Carlotta era la figlia più giovane del duca Carlo Ludovico Federico di Meclemburgo-Strelitz, principe di Mirow (23 febbraio 1707 – 5 giugno 1752) e della moglie, la principessa Elisabetta Albertina di Sassonia-Hildburghausen, (4 agosto 1713 – 29 giugno 1761). La madre era una lontana cugina della principessa vedova di Galles Augusta. Era nipote di Adolfo Federico II, duca di Meclemburgo-Strelitz (19 ottobre 1658 – 12 maggio 1708) e della sua terza moglie, Cristiana Emilia Antonia, principessa di Schwarzburg-Sondershausen (marzo 1681 – 1º novembre 1751).
Il fratellastro del padre regnò dal 1708 al 1753 come Adolfo Federico III. Per essere una donna andata in sposa a un sovrano di uno dei Paesi più potenti dell'epoca, poteva vantare soltanto una discendenza alquanto remota da una stirpe reale. Tutti i suoi antenati fino al livello dei bis-bis-bisnonni erano principi, duchi e conti (o equivalenti), ma tra di essi non c'erano re. Dal momento che i suoi cinquantotto antenati più stretti includevano alcuni principi regnanti, ella aveva sangue ducale e principesco, piuttosto che sangue reale. Solamente due dei suoi bis-bis-bis-bisnonni erano re: Gustavo I di Svezia e Federico I di Danimarca e Norvegia. Si trovano altri monarchi tra i suoi avi più remoti.
Tutti i figli del principe Carlo nacquero nel castello di Mirow, un palazzo modesto, simile più a una casa di campagna che a una dimora principesca. L'ambiente familiare, in cui la principessa crebbe, era molto simile a quello di un gentiluomo di campagna inglese. Tuttavia, Carlotta ricevette un'ottima educazione e tra i suoi insegnanti vi fu la poetessa De Grabow, nota come la "Saffo di Germania".
La principessa imparò ben presto diverse lingue e fu educata nelle scienze, nelle arti e nell'economia domestica, divenendo molto abile, come la sorella Cristiana, nel cucito, nel ricamo e nei merletti. Ambedue vennero cresciute nel migliore dei modi, ricevendo una solida educazione religiosa dalla madre. La loro direzione spirituale venne affidata a M. Gentzner, un pastore luterano molto colto, specie nella botanica, nella mineralogia e nella scienza.
Nel 1751 suo fratello Adolfo Federico ereditò il ducato di Meclemburgo-Strelitz e la famiglia si trasferì da Mirow a Neustrelitz, dove Carlotta proseguì i propri studi. Ella divenne una vivace scrittrice di lettere. Una sua missiva al re di Prussia, in cui lamentava la condotta dell'esercito prussiano nel Meclemburgo, divenne talmente celebre da essere stampata e da far attirare su di lei l'attenzione di Giorgio III.

### Matrimonio

Il monogramma personale della regina Carlotta

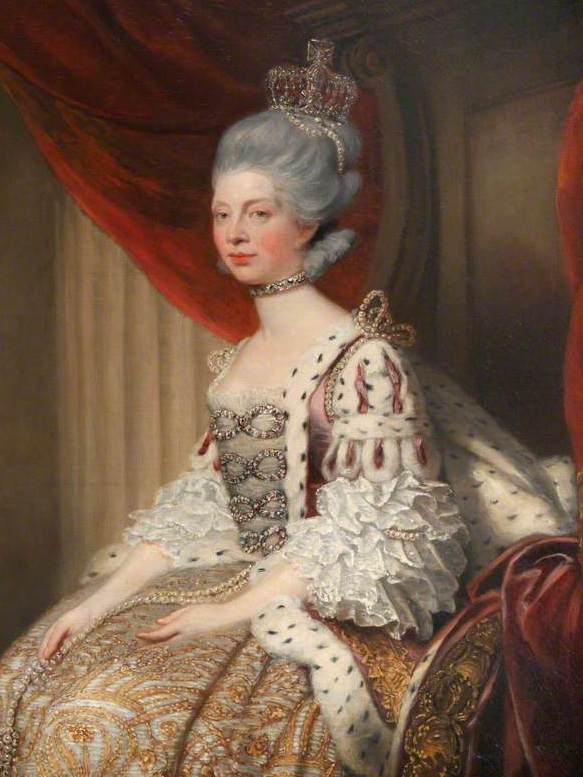
La regina Carlotta in un dipinto del 1779 di Joshua Reynolds

Il fratello di Carlotta, Adolfo Federico IV di Meclemburgo-Strelitz (che regnò dal 1752 al 1794), e la madre vedova negoziarono attivamente un buon matrimonio per la giovane principessa. All'età di diciassette anni, Carlotta venne scelta per essere la sposa del giovane re Giorgio, benché ella non fosse la sua prima scelta: egli aveva già corteggiato molte giovani donne considerate inaccettabili dalla madre, Augusta di Sassonia-Gotha-Altenburg, e dai suoi consiglieri politici. Erano circolati pettegolezzi su un suo presunto matrimonio con una giovane quacchera, Hannah Lightfoot, ma tutte le prove che erano state fornite vennero ritenute infondate e i documenti probatori si rivelarono dei falsi.
Il colonnello Graeme, che era stato inviato nelle varie corti della Germania a visionare le possibili candidate, riferì del carattere affascinante e delle eccellenti qualità intellettuali della principessa Carlotta. Pur non essendo di grande bellezza, il suo volto, noto per essere scialbo, era però molto espressivo e dimostrava un'estrema intelligenza. Non era alta, ma aveva una figura leggera e abbastanza bella, i suoi occhi luminosi brillavano di buon umore e vivacità, la sua bocca era grande, ma piena di denti bianchi e regolari, mentre i suoi capelli erano di un bel colore castano chiaro.
Earl Harcourt, ambasciatore britannico, fu quindi inviato per chiedere, in nome di re Giorgio III, la mano della principessa e stipulò con la principessa Elisabetta Albertina, all'epoca morente, un contratto prematrimoniale, che venne firmato il 15 agosto 1761. Due giorni dopo Carlotta abbandonò la sua patria e si recò a Stade, allora facente parte dell'Hannover, dove s'imbarcò per il Regno Unito. Durante il viaggio, mentre i suoi accompagnatori soffrivano il mal di mare, Carlotta provò sul proprio clavicembalo l'inno nazionale inglese God save the King.
La principessa Carlotta venne accolta a Cuxhaven da una flottiglia di panfili e navi da guerra sotto la guida dell'ammiraglio Anson (tra queste imbarcazioni era presente l'HMY Royal Charlotte, così ribattezzata in onore della futura regina). Al ritorno la flotta venne investita da una serie di bufere provenienti da est, che fecero impiegare dieci giorni per raggiungere Harwick, dove approdò ai primi di settembre del 1761.
Carlotta viaggiò quindi fino a Londra, dove la coppia si sposò nella cappella reale del palazzo di St. James l'8 settembre di quell'anno. La suocera non la accolse a braccia aperte e per un po' di tempo ci furono delle tensioni tra le due donne. In ogni caso la madre del re aveva già dovuto accettare qualunque donna a cui si presumeva che il figlio fosse legato sentimentalmente: sembra quindi che il giovane re tenesse in scarsa considerazione l'approvazione materna.
Nonostante Carlotta non fosse stata la prima scelta del marito per il matrimonio e, in generale, fosse stata trattata con distacco dalla suocera, la principessa madre di Galles, il matrimonio di Carlotta fu felice e, apparentemente, il re non le fu infedele. Ebbero quindici figli e tutti, eccettuati due (Ottavio e Alfredo), sopravvissero fino all'età adulta. Con il tempo riuscì a conseguire un potere considerevole nel regno: tuttavia non ne abusò mai.

### Malattia del marito

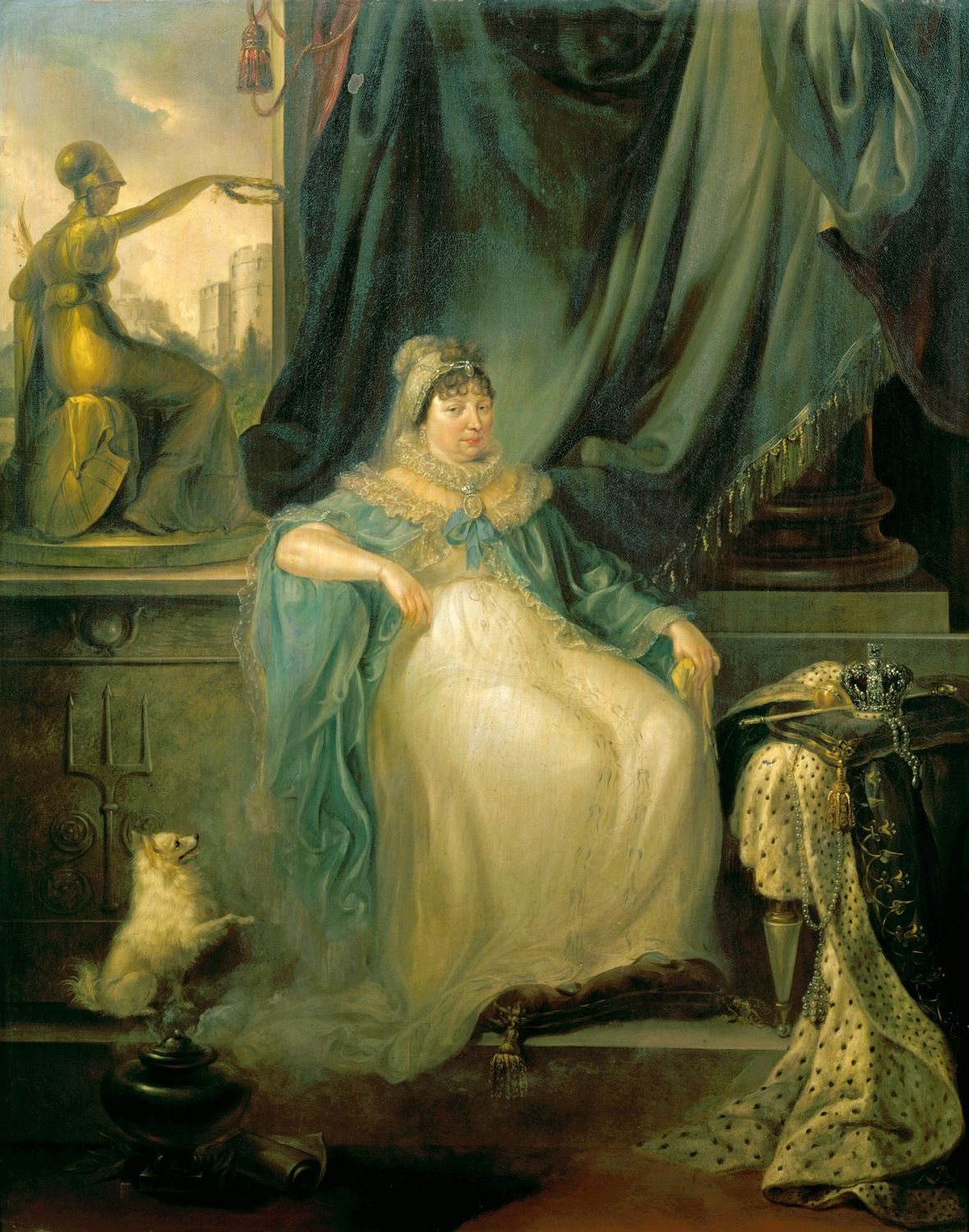
La regina Carlotta nei suoi ultimi anni, dipinta da Stroehling, 1807, Royal Collection

All'inizio della sua demenza Giorgio III venne affidato alle cure della moglie, in conformità con il Regency Bill del 1789, che però non poteva visitarlo frequentemente, a causa del comportamento imprevedibile del sovrano e delle sue occasionali reazioni violente. Carlotta continuò ad appoggiare il marito, anche quando la sua malattia, che si arrivò a diagnosticare come porfiria, peggiorò in età avanzata. Mentre il figlio, il principe reggente, deteneva il potere reale, ella divenne la tutrice legale del consorte dal 1811 fino al 1818, anno in cui ella morì, anche se non lo vide mai per gli ultimi cinque anni della sua vita. A causa dell'entità della malattia del re, egli non era in grado di sapere o comprendere che era morta.
Durante la reggenza di suo figlio, la regina Carlotta continuò a ricoprire il suo ruolo di regina nella rappresentanza reale a causa dell'allontanamento del principe reggente e della sua sposa. In quanto tale, svolse il ruolo di padrona di casa al fianco di suo figlio durante i ricevimenti ufficiali, come i festeggiamenti dati a Londra per celebrare la sconfitta dell'imperatore Napoleone nel 1814. Supervisionò anche l'educazione di sua nipote, la principessa Carlotta del Galles. Durante i suoi ultimi anni, incontrò una crescente mancanza di popolarità e fu talvolta sottoposta a dimostrazioni. Dopo aver partecipato a un ricevimento a Londra il 29 aprile 1817, fu schernita dalla folla. Disse alla folla che era sconvolgente essere trattata in quel modo dopo un servizio così lungo.

### Morte

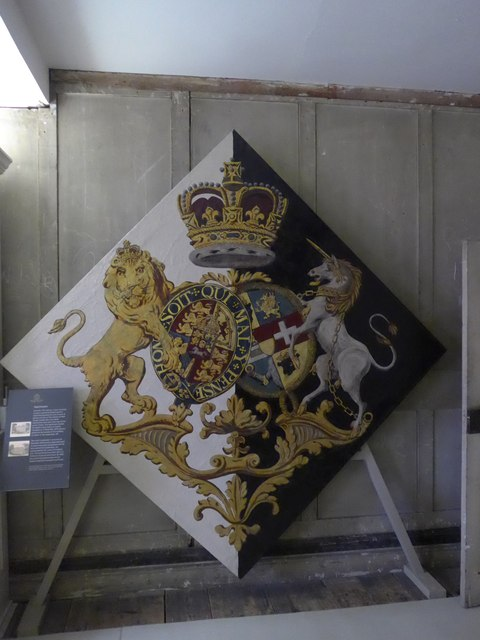
Il blasone funerario della regina Carlotta esposto al Kew Palace. La parte a destra ha uno sfondo nero e quella di sinistra bianco, perché le sopravvisse il marito, re Giorgio III

La regina morì alla presenza del figlio maggiore, il principe reggente, che le teneva la mano, mentre lei sedeva in una poltrona nella residenza di campagna di famiglia, Dutch House nel Surrey (ora Kew Palace). La regina venne sepolta il 2 dicembre nella cappella di San Giorgio nel Castello di Windsor. Il marito morì poco più di un anno dopo. È la consorte donna più longeva e la seconda consorte più longeva nella storia britannica (dopo il principe Filippo, duca di Edimburgo), avendo servito come tale dal suo matrimonio (l'8 settembre 1761) alla sua morte (17 novembre 1818), per un totale di 57 anni e 70 giorni.
Il giorno prima della sua morte, la regina dettò il suo testamento al segretario del marito, Sir Herbert Taylor, nominando lui e Lord Arden come suoi esecutori testamentari; alla sua morte, il suo patrimonio personale era valutato a meno di £ 140.000 (equivalenti a £ 12.300.000 nel 2023), con i suoi gioielli che rappresentavano la maggior parte dei suoi beni. Nel suo testamento, provato al Doctor's Commons l'8 gennaio 1819, la regina lasciò in eredità al marito i gioielli che aveva ricevuto da lui, a meno che non fosse rimasto nel suo stato di follia, nel qual caso i gioielli sarebbero diventati un cimelio del Casato di Hannover. Altri gioielli, compresi alcuni donati a Carlotta dal Nawab di Arcot, sarebbero stati distribuiti equamente tra le sue figlie sopravvissute. L'arredamento e gli arredi della residenza reale di Frogmore, insieme a "bestiame vivo e morto... nelle tenute", furono lasciati in eredità a sua figlia Augusta Sofia insieme alla proprietà di Frogmore, a meno che la sua manutenzione non si rivelasse troppo costosa per sua figlia, nel qual caso sarebbe tornata alla Corona. Sua figlia Sophia ereditò la Royal Lodge. Alcuni beni personali che la regina aveva portato dal Meclemburgo-Strelitz sarebbero tornati al ramo più anziano di quella dinastia, mentre il resto dei suoi beni, inclusi i suoi libri, la biancheria, gli oggetti d'arte e le porcellane, sarebbero stati equamente divisi tra le sue figlie sopravvissute.
Alla morte della regina, il principe reggente rivendicò i gioielli di Carlotta e, alla sua morte, furono a loro volta rivendicati dal suo erede, Guglielmo IV. Alla morte di Guglielmo, il lascito di Carlotta scatenò una lunga disputa tra sua nipote, la regina Vittoria, che rivendicò i gioielli come proprietà della Corona britannica, e il figlio maggiore di Carlotta, Ernesto Augusto, re di Hannover, che rivendicò i gioielli per diritto di essere il membro maschio più anziano del Casato di Hannover. La disputa non sarebbe stata risolta durante la vita di Ernesto. Alla fine, nel 1858, oltre vent'anni dopo la morte di Guglielmo IV e quasi quarant'anni dopo la morte di Carlotta, la questione fu decisa a favore del figlio di Ernesto, Giorgio, e Vittoria fece affidare i gioielli all'ambasciatore di Hannover. 
Il resto della proprietà di Carlotta fu venduto all'asta da maggio ad agosto 1819. I suoi vestiti, i suoi mobili e persino il suo tabacco da fiuto furono venduti da Christie's. È altamente improbabile che suo marito abbia mai saputo della sua morte; morì cieco, sordo, zoppo e pazzo 14 mesi dopo.

## Discendenza
- Giorgio IV del Regno Unito (1762-1830), sposò nel 1795 Carolina di Brunswick-Wolfenbüttel e succedette al padre con il nome di Giorgio IV del Regno Unito;
- Federico Augusto, duca di York (1763-1827), sposò nel 1791 Federica di Prussia e divenne comandante in capo del British Army;
- Guglielmo IV del Regno Unito (1765-1837), sposò nel 1818 Adelaide di Sassonia-Meiningen e succedette al fratello Giorgio IV con il nome di Guglielmo IV del Regno Unito;
- Carlotta, principessa reale (1766-1828), sposò nel 1797 il re Federico I di Württemberg divenendo così regina;
- Edoardo, duca di Kent (1767-1820), sposò nel 1818 Vittoria di Sassonia-Coburgo-Saalfeld e divenne Maresciallo di campo del British Army; dal suo matrimonio nacque la principessa Alessandrina Vittoria che divenne regina come Vittoria del Regno Unito;
- Augusta Sofia (1768-1840), nubile e senza discendenza;
- Elisabetta (1770-1840), sposò nel 1818 Federico, langravio d'Assia-Homburg;
- Ernesto Augusto I di Hannover, duca di Cumberland (1771-1851), sposò nel 1815 Federica di Meclemburgo-Strelitz e divenne re di Hannover;
- Augusto Federico, duca di Sussex (1773-1843), sposò nel 1793 lady Augusta Murray e nel 1831, in seconde nozze, lady Cecilia Letitia Buggin, divenne gran maestro della Prima gran loggia d'Inghilterra;
- Adolfo, duca di Cambridge (1774-1850), sposò nel 1818 Augusta di Assia-Kassel e divenne viceré di Hannover;
- Maria, duchessa di Gloucester (1776-1857), sposò nel 1816 suo cugino Guglielmo, duca di Gloucester;
- Sofia (1777-1848), nubile e senza discendenza;
- Ottavio (1779-1783), morì all'età di 4 anni;
- Alfredo (22 settembre 1780 - 20 agosto 1782), morì all'età di 23 mesi di vaiolo;
- Amelia (1783-1810), nubile e senza discendenza.

## Rapporti con Maria Antonietta
La regina Carlotta e la regina Maria Antonietta di Francia mantennero una stretta relazione. Carlotta aveva undici anni più della sovrana francese, ma condividevano molti interessi, tra cui l'amore per la musica e le arti. Non si incontrarono mai di persona, ma mantennero la loro amicizia grazie a penna e calamaio. Maria Antonietta confidava nell'appoggio della regina britannica di fronte alle possibili conseguenze della Rivoluzione francese.
All'epoca si disse che la regina Carlotta avesse preparato degli appartamenti per la famiglia reale di Francia in fuga. La regina Carlotta restò colpita e in qualche modo sopraffatta dall'esecuzione di Maria Antonietta e dai fatti sanguinosi che seguirono, che mai immaginava potessero accadere in un regno e proprio alle porte della Gran Bretagna. Giorgio III abbassò l'imposizione fiscale per evitare una rivoluzione nel suo paese.

## Interessi e patrocini
La regina Carlotta era vivamente interessata alle arti e supportava Johann Christian Bach, che era il suo insegnante di musica. Wolfgang Amadeus Mozart, che all'epoca aveva otto anni, le dedicò la sua Opus 3, dietro richiesta della regina.

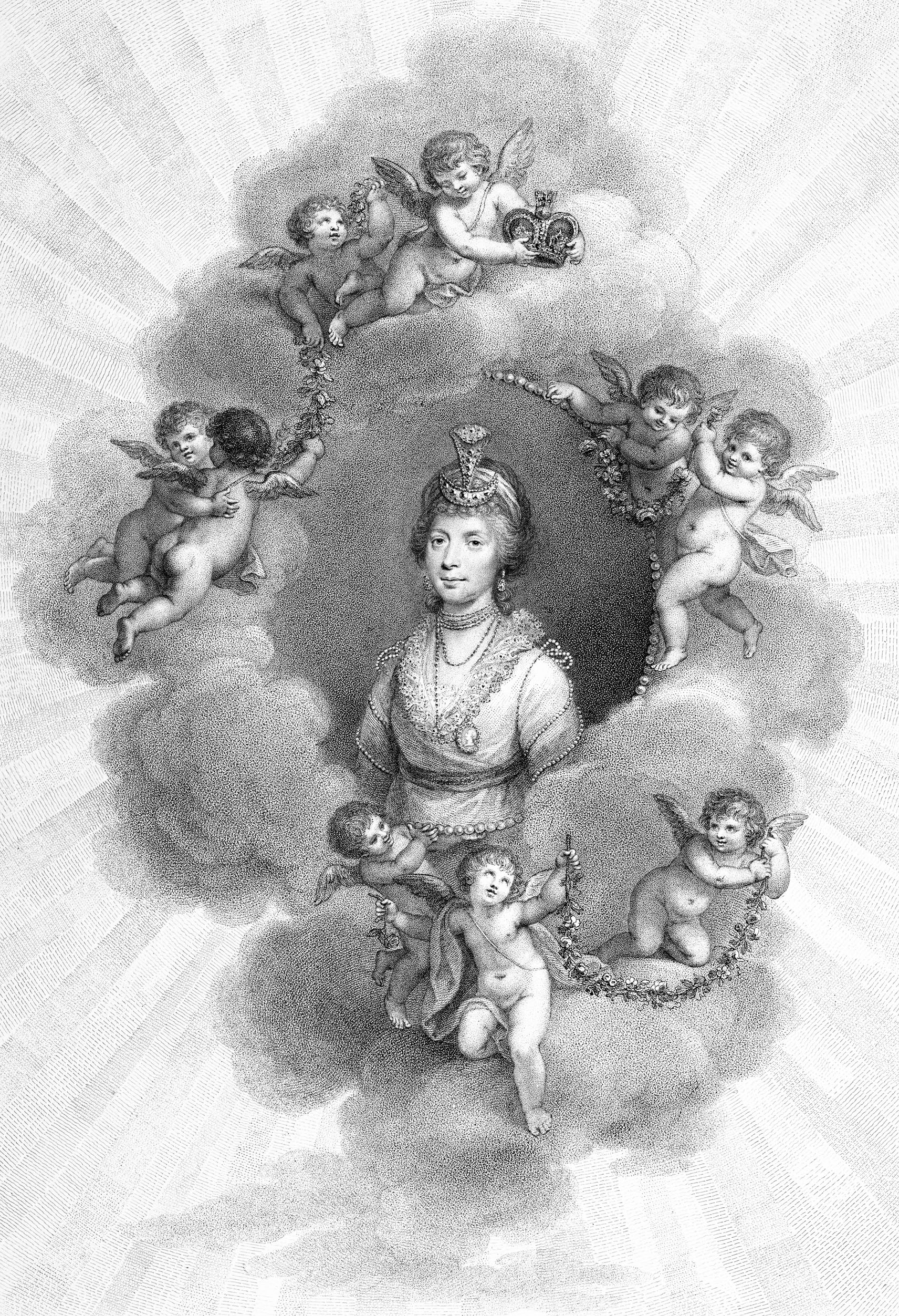
La regina Carlotta "Patrona della botanica e delle arti"

Tra gli artigiani e artisti preferiti dalla coppia reale si possono ricordare l'ebanista William Vile, l'argentiere Thomas Heming, il progettista di esterni Capability Brown e il pittore tedesco Johann Zoffany, che dipinse spesso il re, la regina e i loro figli in scene incantevolmente informali, come nel ritratto della regina Carlotta al tavolo della toeletta con i suoi figli.
La Regina era inoltre una botanica molto erudita, che aiutò nella fondazione di quelli che ora sono i Royal Botanic Gardens di Kew. Il suo interesse per le piante portò a battezzare in suo onore il magnifico fiore sudafricano, il cosiddetto Uccello del paradiso, con il nome di Strelitzia reginae.
Per la regina l'educazione delle donne era molto importante: le sue figlie erano più istruite di quanto fosse solito per le giovani donne dell'epoca. Ella insistette che le figlie vivessero delle vite ritirate assieme a lei e non permise loro di sposarsi fino a che non furono piuttosto avanti negli anni, con il risultato che nessuna di esse ebbe dei discendenti legittimi (una, la principessa Sofia, potrebbe aver avuto un figlio illegittimo).
Nel 2004 la Queen's Gallery a Buckingham Palace ospitò una mostra sull'entusiastico patrocinio delle arti di Giorgio e Carlotta. Mecenatismo che fu particolarmente illuminato, contrariamente a quanto era avvenuto con i primi monarchi Hannover, e che reggeva il paragone con il gusto più incline all'avventura del padre del re, Federico, principe di Galles.

### L'ospedale di Carlotta per le madri
Il Queen Charlotte's Maternity Hospital di Londra è stato fondato nel 1739, cosa che lo rende il più antico ospedale per la maternità nel Regno Unito. Il figlio della regina Carlotta, il duca di Sussex, persuase la madre a dare il proprio nome all'ospedale, che all'epoca era un ente di beneficenza. Carlotta fondò inoltre orfanotrofi e ospedali per donne incinte.

## Eredità

### Ipotesi di ascendenza africana

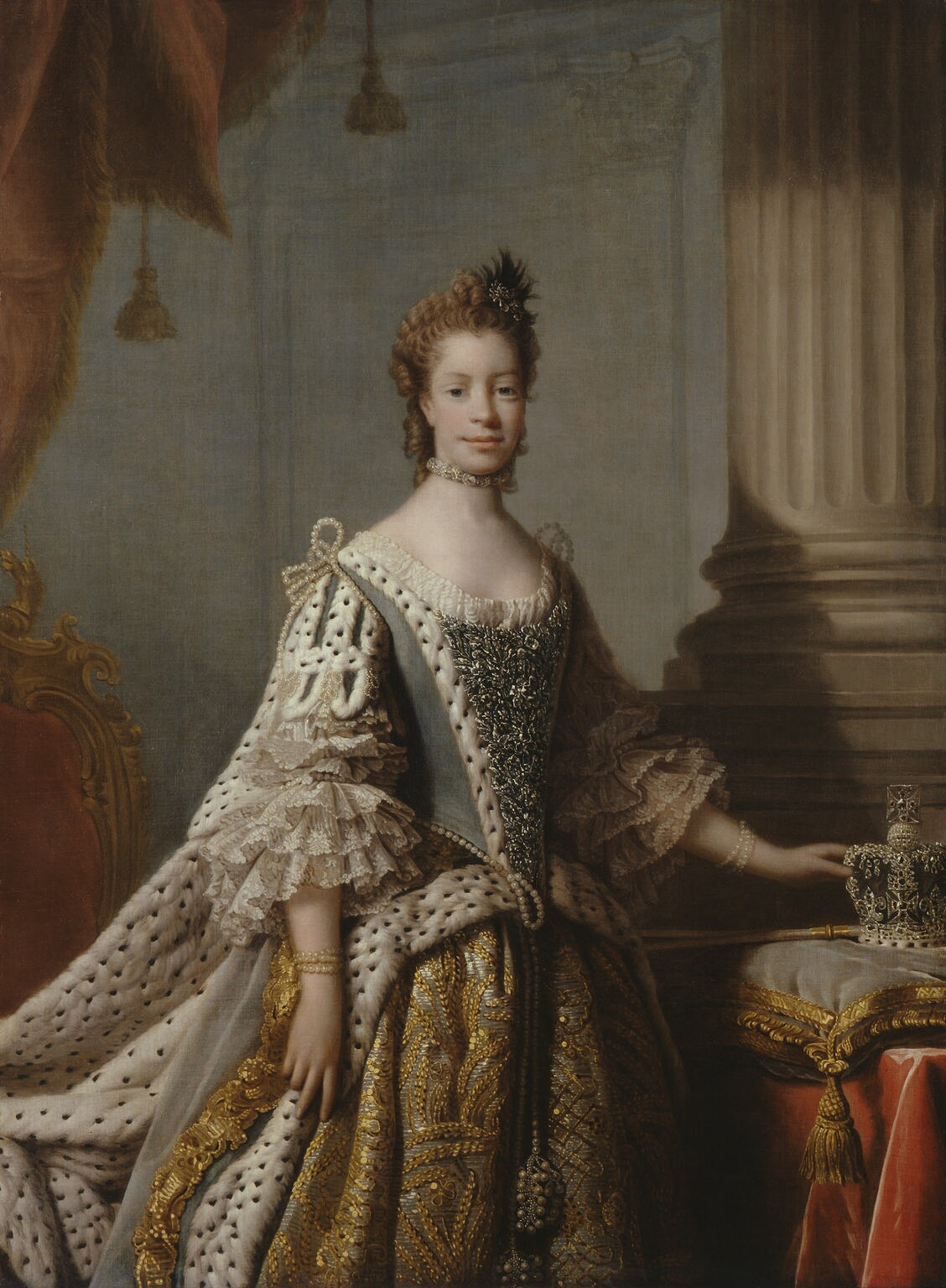
La regina Carlotta in un dipinto del 1761 di Allan Ramsay

Mario de Valdes y Cocom, uno storico della diaspora africana, sostenne che in una descrizione di Carlotta fornita dal suo medico, il barone Stockmar, era riportato che aveva «una vera faccia da mulatta». Valdes y Cocom afferma che sir Allan Ramsay, un noto abolizionista, dipinse frequentemente la regina in ritratti, che si dice enfatizzassero il presunto aspetto mulatto di Carlotta. Il dipinto di Ramsay dell'incoronazione di Carlotta venne spedito alle colonie e venne utilizzato dagli abolizionisti come un supporto de facto della loro causa. Valdes y Cocom prosegue sostenendo che, assieme alla descrizione di «faccia mulatta», essa venne anche descritta come vandala, come testimoniato nel poema scritto in occasione del suo matrimonio:
Lei mantiene tuttora quel titolo sul viso.»
Queste premesse hanno spinto Mario de Valdes y Cocom a indagare sugli antenati della regina e a fare ricerche sulla sua genealogia. Secondo la sua teoria, una delle possibili origini dei tratti della regina Carlotta era la concentrazione di caratteri somatici ereditati attraverso tre (o forse sei) linee genealogiche, che risalivano a una sua antenata di nono grado, Margarita de Castro e Souza. Era questa una nobildonna portoghese del XV secolo, che poteva ripercorrere il proprio albero genealogico fino a sei generazioni prima, per arrivare al re Alfonso III del Portogallo e a una delle sue amanti, Madragana.
I critici di questa teoria sostengono che i rami di Margarita e Madragana nell'albero genealogico della regina, rispettivamente nove e quindici generazioni addietro —e più de cinquecento anni—, sono talmente distanti da far ritenere che la presunta ascendenza africana, nord o sub-sahariana, sia trascurabile. D'altronde questa eredità genetica non sarebbe stata più significativa in Carlotta che in qualunque altro casato della nobiltà tedesca dell'epoca: ne deriva che Carlotta potrebbe difficilmente essere descritta accuratamente come «mulatta» o «africana».
Inoltre Valdez y Cocom assume che Madragana fosse una donna nera, perché un singolo autore, Duarte Nunes de Leão, la descrive come mora, ma nel contesto della Reconquista iberica una mora è una donna di religione islamica, indipendentemente dalla sua effettiva origine etnica, che potrebbe dunque essere stata araba, berbera nordafricana o muladi (cristiani iberici che si convertirono all'Islam dopo l'arrivo dei mori): tutte etnie che possono essere definite come caucasiche. La storica inglese Lisa Hilton ha scritto che Madragana, anche se fosse realmente mora, “avrebbe potuto essere rubia e con gli occhi azzurri”.
Ricerche più moderne ritengono comunque che Madragana sia stata una mozaraba, ossia una cristiana iberica, che seguiva il rito mozarabico di influenza sefardita e viveva sotto il controllo musulmano. Valdez y Cocom, nel tentativo di difendere le origini africane della regina Carlotta, porta come argomento avallante la sua teoria il fatto che il Royal Household stesso (l'organo di supporto alle attività pubbliche dei membri della famiglia reale britannica), al momento dell'incoronazione della regina Elisabetta II nel 1952, fece riferimento alle sue linee di sangue asiatiche e africane in un'apologia che pubblicò a sostegno della sua posizione di capo del Commonwealth. La circostanza è però negata da Buckingham Palace. La disputa rimane comunque ancora importante per coloro che sono interessati alla storia della diaspora africana.

### Rappresentazioni cinematografiche
La regina Carlotta venne interpretata dall'attrice Frances White nella serie della BBC del 1979 Prince Regent e successivamente da Helen Mirren nel film La pazzia di Re Giorgio (1994) ed è stata interpretata dall'attrice Golda Rosheuvel nella serie Netflix Bridgerton, che ha debuttato sul canale a pagamento il 25 dicembre 2020. Successivamente, sulla stessa piattaforma, è stata interpretata dall'attrice India Amarteifio nello spin-off La Regina Carlotta: Una storia di Bridgerton della hit serie TV, rilasciato il 4 maggio 2023.

### Battezzati in suo onore

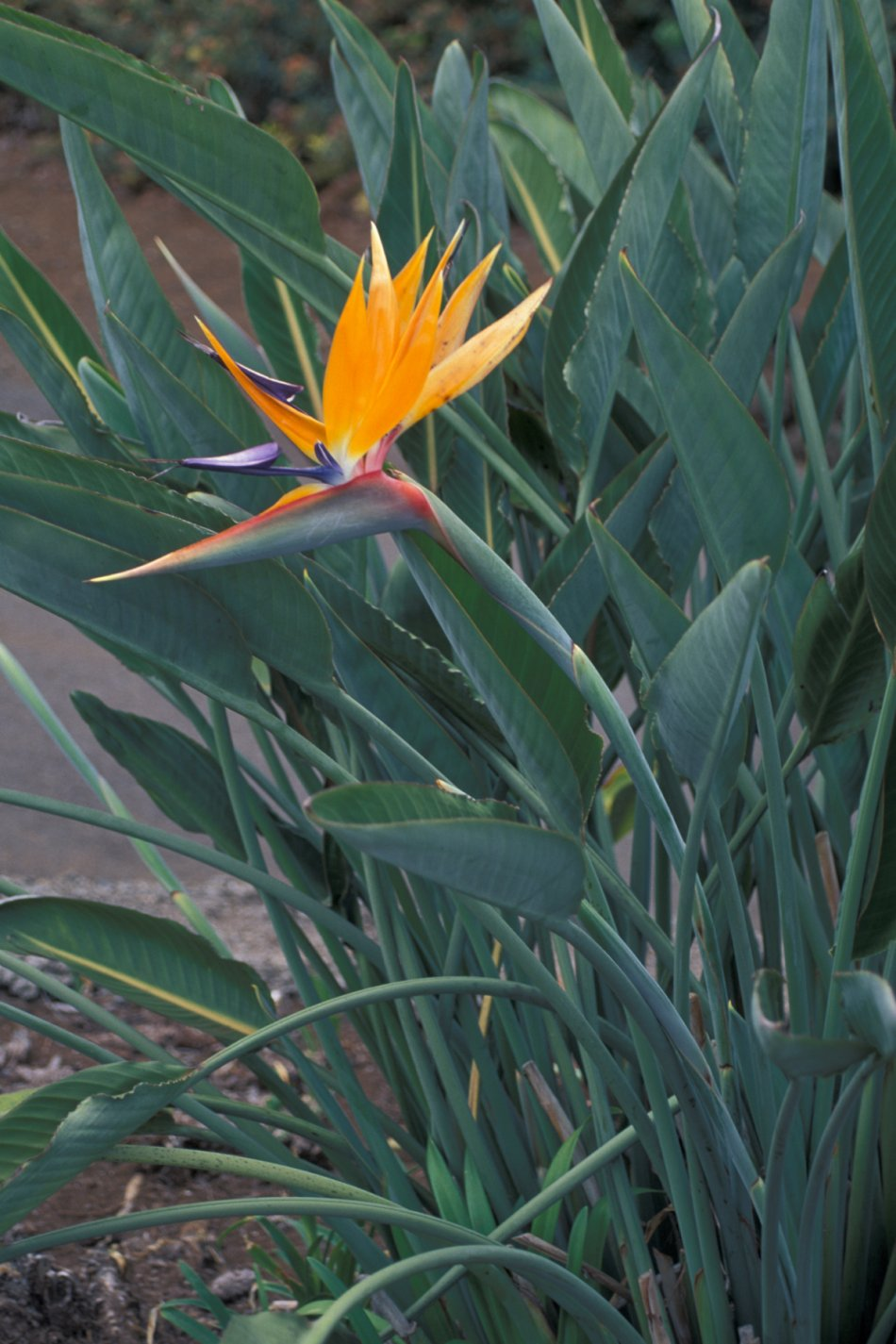
Esemplare di Strelitzia reginae

- Vandalia e Charlotina (nomi proposti, ma mai adottati, per alcune colonie nordamericane);
- Charlotte Town, città di Grenada, divenuta poi Gouyave
- Charlotte (Carolina del Nord);
- Contea di Charlotte (Virginia);
- Contea di Mecklenburg (Virginia), così chiamata in onore della famiglia di nascita della regina Carlotta;
- Charlotte Hall (Maryland);
- Queensbury, New York;
- Charlotte Place, Sydney, Nuovo Galles del Sud;
- Charlottesville (Virginia);
- Charlottetown (Isola del Principe Edoardo, Canada);
- Fort Charlotte a Kingstown (Saint Vincent e Grenadine);
- Contea di Mecklenburg (Carolina del Nord), così chiamata in onore della famiglia di nascita della regina Carlotta;
- Port Charlotte (Contea di Charlotte, Florida);
- Queen Charlotte (nave mercantile britannica, dalla quale presero il nome le isole Regina Carlotta della Columbia Britannica);
- HMS Queen Charlotte (nave della Royal Navy);
- Queen's College, New Brunswick (New Jersey); attualmente Rutgers University;
- Queens University, Charlotte (North Carolina);
- Queen Charlotte Sound, Nuova Zelanda;
- Queen Charlotte's Maternity Hospital, il più vecchio ospedale per la maternità del Regno Unito;
- Isole Regina Carlotta (Columbia Britannica), ora Haida Gwaii;
- Strelitzia reginae, una pianta da fiore indigena del Sudafrica;
- Mecklenburgh Square, Bloomsbury (Londra), così chiamata in onore della famiglia di nascita della regina Carlotta.

## Ascendenza
|                                                 |                                    |                                                  | Genitori                                                   |  |  | Nonni |  |  | Bisnonni                                  |  |  | Trisnonni                            |  |
|                                                 |                                    |                                                  |                                                            |  |  |       |  |  | Adolfo Federico I di Meclemburgo-Schwerin |  |  | Giovanni VII di Meclemburgo-Schwerin |  |
|                                                 |                                    |                                                  |                                                            |  |  |       |  |  | Adolfo Federico I di Meclemburgo-Schwerin |  |  | Giovanni VII di Meclemburgo-Schwerin |  |
|                                                 |                                    | Sofia di Holstein-Gottorp                        |                                                            |  |  |       |  |  | Adolfo Federico I di Meclemburgo-Schwerin |  |  |                                      |  |
| Adolfo Federico II di Meclemburgo-Strelitz      |                                    |                                                  |                                                            |  |  |       |  |  | Adolfo Federico I di Meclemburgo-Schwerin |  |  |                                      |  |
|                                                 |                                    | Maria Caterina di Brunswick-Wolfenbüttel         | Giulio Ernesto di Brunswick-Dannenberg                     |  |  |       |  |  |                                           |  |  |                                      |  |
|                                                 |                                    | Maria Caterina di Brunswick-Wolfenbüttel         | Giulio Ernesto di Brunswick-Dannenberg                     |  |  |       |  |  |                                           |  |  |                                      |  |
|                                                 |                                    | Maria Caterina di Brunswick-Wolfenbüttel         | Maria dell'Osterfriesland                                  |  |  |       |  |  |                                           |  |  |                                      |  |
| Carlo Ludovico Federico di Meclemburgo-Strelitz |                                    | Maria Caterina di Brunswick-Wolfenbüttel         |                                                            |  |  |       |  |  |                                           |  |  |                                      |  |
|                                                 |                                    | Cristiano Guglielmo di Schwarzburg-Sondershausen | Antonio Günther I di Schwarzburg-Sondershausen             |  |  |       |  |  |                                           |  |  |                                      |  |
|                                                 |                                    | Cristiano Guglielmo di Schwarzburg-Sondershausen | Antonio Günther I di Schwarzburg-Sondershausen             |  |  |       |  |  |                                           |  |  |                                      |  |
|                                                 |                                    | Cristiano Guglielmo di Schwarzburg-Sondershausen | Maria Maddalena del Palatinato-Zweibrücken                 |  |  |       |  |  |                                           |  |  |                                      |  |
| Cristiana Emilia di Schwarzburg-Sondershausen   |                                    | Cristiano Guglielmo di Schwarzburg-Sondershausen |                                                            |  |  |       |  |  |                                           |  |  |                                      |  |
|                                                 |                                    | Antonia Sibilla di Barby-Muhlingen               | Alberto Federico I di Barby-Mühlingen                      |  |  |       |  |  |                                           |  |  |                                      |  |
|                                                 |                                    | Antonia Sibilla di Barby-Muhlingen               | Alberto Federico I di Barby-Mühlingen                      |  |  |       |  |  |                                           |  |  |                                      |  |
|                                                 |                                    | Antonia Sibilla di Barby-Muhlingen               | Sofia Ursula di Oldenburg-Delmenhorst                      |  |  |       |  |  |                                           |  |  |                                      |  |
| Carlotta di Meclemburgo-Strelitz                |                                    | Antonia Sibilla di Barby-Muhlingen               |                                                            |  |  |       |  |  |                                           |  |  |                                      |  |
|                                                 | Ernesto di Sassonia-Hildburghausen | Ernesto I di Sassonia-Gotha-Altenburg            |                                                            |  |  |       |  |  |                                           |  |  |                                      |  |
|                                                 | Ernesto di Sassonia-Hildburghausen | Ernesto I di Sassonia-Gotha-Altenburg            |                                                            |  |  |       |  |  |                                           |  |  |                                      |  |
|                                                 | Ernesto di Sassonia-Hildburghausen | Elisabetta Sofia di Sassonia-Altenburg           |                                                            |  |  |       |  |  |                                           |  |  |                                      |  |
| Ernesto Federico I di Sassonia-Hildburghausen   | Ernesto di Sassonia-Hildburghausen |                                                  |                                                            |  |  |       |  |  |                                           |  |  |                                      |  |
|                                                 |                                    | Sofia Enrichetta di Waldeck                      | Giorgio Federico di Waldeck                                |  |  |       |  |  |                                           |  |  |                                      |  |
|                                                 |                                    | Sofia Enrichetta di Waldeck                      | Giorgio Federico di Waldeck                                |  |  |       |  |  |                                           |  |  |                                      |  |
|                                                 |                                    | Sofia Enrichetta di Waldeck                      | Elisabetta Carlotta di Nassau-Siegen                       |  |  |       |  |  |                                           |  |  |                                      |  |
| Elisabetta Albertina di Sassonia-Hildburghausen |                                    | Sofia Enrichetta di Waldeck                      |                                                            |  |  |       |  |  |                                           |  |  |                                      |  |
|                                                 |                                    | Giorgio I di Erbach-Erbach                       | Giorgio Alberto I di Erbach                                |  |  |       |  |  |                                           |  |  |                                      |  |
|                                                 |                                    | Giorgio I di Erbach-Erbach                       | Giorgio Alberto I di Erbach                                |  |  |       |  |  |                                           |  |  |                                      |  |
|                                                 |                                    | Giorgio I di Erbach-Erbach                       | Elisabetta Dorotea di Hohenlohe-Waldenburg-Schillingsfürst |  |  |       |  |  |                                           |  |  |                                      |  |
| Sofia Albertina di Erbach-Erbach                |                                    | Giorgio I di Erbach-Erbach                       |                                                            |  |  |       |  |  |                                           |  |  |                                      |  |
|                                                 |                                    | Amalia Caterina di Waldeck-Eisenberg             | Filippo Teodoro di Waldeck                                 |  |  |       |  |  |                                           |  |  |                                      |  |
|                                                 |                                    | Amalia Caterina di Waldeck-Eisenberg             | Filippo Teodoro di Waldeck                                 |  |  |       |  |  |                                           |  |  |                                      |  |
|                                                 |                                    | Amalia Caterina di Waldeck-Eisenberg             | Maria Maddalena di Nassau-Siegen                           |  |  |       |  |  |                                           |  |  |                                      |  |
|                                                 |                                    | Amalia Caterina di Waldeck-Eisenberg             |                                                            |  |  |       |  |  |                                           |  |  |                                      |  |

## Titoli nobiliari
Nella sua vita la regina Carlotta ebbe i seguenti titoli nobiliari:
- Sua altezza duchessa Sofia Carlotta di Meclemburgo-Strelitz (19 maggio 1744 – 8 settembre 1761);
- Sua maestà la regina del Regno Unito di Gran Bretagna, Irlanda e Hannover (8 settembre 1761 – 17 novembre 1818).